# 早島町立早島中学校
早島町立早島中学校（はやしまちょうりつはやしまちゅうがっこう）は、岡山県都窪郡早島町早島にある公立中学校。

## 校訓
- 自主 熱情 敬愛